# Straßberg (Aiglsbach)
Straßberg ist ein Ortsteil der Gemeinde Aiglsbach im niederbayerischen Landkreis Kelheim.

## Geographie
Die Einöde liegt an der Bundesstraße 300 auf 380 m Seehöhe. Im Bavarikon wird Straßberg als Einöde geführt, seine vier Gebäude mit Wohnraum (2023) entsprechen dem Siedlungstyp Weiler.
In Straßberg gibt es einen Schützenverein. Der Ort wird in Walter Bachmeiers Roman Kommissar Weininger: Die Tote von St. Kastl erwähnt.